# Vibeke Vogel
Vibeke Vogel (29. november 1962 i Sverige) er uddannet cand.phil. fra Film- og medievidenskab på Københavns Universitet. I 2006 grundlagde hun produktionsselskabet Bullitt Film i samarbejde med Elise H Lund. Siden 2014 eneejer af selskabet, der er specialiseret til produktion af dokumentarfilm.
Selskabet står bag en række markante titler, blandt dem flere prisvindere. Senest “De Pårørende” (Vibe Mogensen), “Efterskolen (oversigt)” (Thora Lorentzen), ”Scener fra et militærdiktatur”(Karen Stokkendal Poulsen) og ”We could be heroes” (Hind Bensari).
2000 til 2006 var hun producer på Barok Film i samarbejde med instruktør Anne Wivel. Her producerede hun blandt andet dokumentarfilmene 'Rejsen på ophavet' (Max Kestner, 2004), 'Min fars sind' (Vibe Mogensen, 2005) og spillefilmen 'The Journals of Knud Rasmussen' (Zacharias Kunuk & Norman Cohn), som åbnede Toronto International Film Festival i 2006.
Hun var kunstnerisk leder af Video Galleriet i København 1989-1992 og stod bag flere markante videokunst-festivaler i Danmark og Norden. Sideløbende var hun aktiv som instruktør. Midt i 1990'erne var hun tilknyttet produktionsselskabet Holland House, hvor hun blandt andet var medinstruktør på 'Danske piger viser alt' (1996).
Udover sin universitetsuddannelse har Vibeke Vogel taget en uddannelse lederskab indenfor kunst og kultur Hun har haft flere bestyrelsesposter i kunst- og filmbranchen gennem årene.

## Filmografi
- En fantastisk familie 	2025 	Producer
- Livet og andre problemer 	2024 	Producer
- En plads i solen 	2024 	Executive producer
- Revir - søskende for livet 	2023 	Producer
- Lige før døden 	2022 	Producer
- My first home 	2022 	Producer
- De pårørende – når ens barn rammes af psykisk sygdom 	2021 	Producer
- Efterskolen (oversigt) 	2021 	Executive producer 	
  - Efterskolen 1 – Noget er på vej 	2021 	Executive producer 	Dokumentarserie
  - Efterskolen 2 – Et kys 	2021 	Executive producer 	Dokumentarserie
  - Efterskolen 3 – Totalt forelsket 	2021 	Executive producer 	Dokumentarserie
  - Efterskolen 4 – Sammenbruddet 	2021 	Executive producer 	Dokumentarserie
  - Efterskolen 5 – Velkommen hjem 	2021 	Executive producer 	Dokumentarserie
  - Efterskolen 6 – En evighed forgår 	2021 	Executive producer 	Dokumentarserie
- Fremmede i Karl Oves Paradis 	2021 	Executive producer
- Drømmeprins 	2021 	Co-producent
- Skyggebarn 	2021 	Udviklingsproducer
- Daddy – mit liv som husfar 	2020 	Executive producer
- Et militærdiktatur bag facaden 	2019 	Producer
- Kongernes fald 	2019 	Producer
- En revolutionær familie 	2019 	Executive producer
- Håbets ø 	2019 	Co-producer
- We could be heroes 	2018 	Producer
- Den nat vi faldt 	2018 	Executive producer
- Tømmerflåden 	2018 	Co-producer
- Stay Behind - Min farfars hemmelige krig 	2017 	Producer
- Xenia 	2016 	Producer
- Forhandleren 	2014 	Producer
- Sume - Lyden af en revolution 	2014 	Co-producer
- Under den samme himmel 	2013 	Producer
- De udvalgte 	2013 	Executive producer
- Håbets havn 	2012 	Producer
- Vilde piger 	2012 	Producer
- Turning 	2011 	Producer
- How Are You 	2011 	Co-producer
- Frøken Mærkværdig og karrieren 	2011 	Producent
- Snuttefilm - Hele natten 	2010 	Co-producent 	U/Kort fiktion
- Snuttefilm - Nelly pakker 	2010 	Co-producent 	U/Kort fiktion
- Snuttefilm - Alle må komme med 	2010 	Co-producent 	U/Kort fiktion
- Snuttefilm - Halløj, lille abe! 	2010 	Co-producent 	U/Kort fiktion
- Snuttefilm - Simons and 	2010 	Co-producent 	U/Kort fiktion
- Snuttefilm 	2010 	Co-producer 	Antologi
- Min bedste fjende 	2010 	Producer
- Nobody Passes Perfectly 	2009 	Producer
- Profetia 	2009 	Producer
- Solange on love 	2008 	Produktion
- Preludium 	2008 	Producer
- Duften af Beirut 	2007 	Producer
- Mig og dig 	2006 	Produktion
- The Journals of Knud Rasmussen 	2006 	Produktion
- Menneskenes land - min film om Grønland 	2006 	Producer
- En gal, en elsker eller en poet 	2005 	Producer
- Sanne: et portræt af hele Danmarks rock-mama 	2005 	Producer
- Min fars sind 	2005 	Producer
- Urge 	2004 	Producer
- Rukov - på sporet af den tabte tid 	2004 	Producer
- Rejsen på ophavet 	2004 	Producer
- Peter Laugesen - fire stemmer 	2004 	Producer
- Silkevejen 	2004 	Line producer
- Samlerne 	2003 	Instruktion, Manus
- Mot huset 	2003 	Produktion
- Portretti, Porträtt, Portrait 	2003 	Produktion
- Torsdag 	2003 	Produktion
- Manden der elskede Haugesund 	2003 	Produktion
- Regin Smidur 	2003 	Producer
- Moving North 	2003 	Producent, Projektleder
- Filmskatten 	2002 	Instruktion
- Natsværmer 	2002 	Producer
- Staceyann Chin - en Poetry Slammer 	2001 	Produktion
- Glistrup 	2001 	Executive producer
- Erik Bruhn - jeg er den samme, bare mere 	2000 	Producer
- Danske piger viser alt 	1996 	Instruktion
- Elskede dyr 	1995 	Instruktion, Stills
- Talk like whales 	1994 	Instruktion, Manus
- Hør nu synger stjernerne 	1993 	Instruktion
- Images - En video antologi for unge 	1989 	Instruktion
- Ostranenie 1 	1989 	Instruktion, Manus, Foto, Klip
- Van - Video art North 89 	1989 	Instruktion
- Hooked 	1985 	Instruktion, Manus, Produktion

## Hæder
- De Pårørende, Robert for årets korte dokumentarfilm, 2022
- Efterskolen, Prix Europa Winner 2021
- The Raft (Co-produktion med Fasad), Vinder CPH:DOX 2018
- We could be heroes, Bedste Internationale Dokumentar, Hot Docs, 2018